# Incatella
Incatella là một chi ốc biển, là động vật thân mềm chân bụng sống ở biển trong họ Turritellidae.

## Các loài
Các loài trong chi Incatella gồm có:
- Incatella cingulata (Sowerby, 1825)[1]
- Incatella cingulatiformis (Möricke, 1896)[1]
- Incatella chilensis (Sowerby, 1846)[1]
- Incatella leptogramma (Philippi, 1887)[1]
- Incatella hupei Nielsen[1]
- Incatella trilirata (Philippi, 1887)[1]